# Pływanie na Letnich Igrzyskach Olimpijskich 1912
Pływanie na V Letnich Igrzyskach Olimpijskich – zawody pływackie rozegrane w ramach V Letnich Igrzysk Olimpijskich w Sztokholmie w 1912 roku. Rywalizację w dniach 6 – 15 lipca 1912 roku rozegrano zawody w dziewięciu konkurencjach, siedmiu męskich i dwóch kobiecych. Ogółem w zawodach wzięło 120 zawodników z 17 reprezentacji narodowych, dziewięćdziesięciu trzech mężczyzn i dwadzieścia siedem kobiet. W indywidualnej klasyfikacji medalowej najwięcej złotych medali (2) zdobyli Kanadyjczyk George Hodgson i Niemiec Walter Bathe, zaś największą liczbę medali w ogóle (3) zdobyli Brytyjczyk John Hatfield i reprezentant Australazji Harold Hardwick. Klasyfikację drużynową zwyciężyło Cesarstwo Niemieckie z 7 medalami.

## Tło zawodów
Zawody pływackie były organizowane w ramach igrzysk olimpijskich od ich pierwszej edycji w 1896 roku. Dużą zmianą była decyzja o przeprowadzeniu, po raz pierwszy w historii, zawodów pływackich dla kobiet. Dotychczas kobiety brały udział, w latach 1900 - 1908, jedynie w łucznictwie, krykiecie, golfie, tenisie ziemnym i żeglarstwie. Igrzyska w Sztokholmie były pierwszymi, które zorganizowały rywalizację kobiet w jednej z tzw. „głównych” dyscyplin sportowych, aż do IX Letnich Igrzysk Olimpijskich w amsterdamie w 1928 roku, kiedy to kobiety po raz pierwszy wzięły udział w zawodach lekkoatletycznych.
Decyzja ta została podjęta na XI Sesji MKOl zorganizowanej w Luksemburgu w 1910 roku. Podjęto tam decyzje o zorganizowaniu rywalizacji kobiet w pływaniu, skokach do wody, tenisie ziemny i gimnastyce, z tym że kobiece zawody gimnastyczne miały być zorganizowane w ramach dyscypliny pokazowej. Początkowo Szwedzki Komitet Olimpijski zdecydował się na organizację wyścigu na 100 metrów w stylu dowolnym, ale później zezwolił na przeprowadzenie rywalizacji pływackich sztafet kobiecych w stylu dowolnym.
Zawody pływackie zostały przeprowadzone w Djurgårdsbrunnsviken, zatoce niedaleko centrum miasta. Przygotowano tam basen o długości 100 metrów, z jednej strony ogrodzony brzegiem zatoki, z drugiej zaś drewnianym podestem na pontonach.

## Tabela medalowa
| Miejsce | Państwo              | Złoto | Srebro | Brąz | Razem |
| ------- | -------------------- | ----- | ------ | ---- | ----- |
| 1.      | Cesarstwo Niemieckie | 2     | 3      | 2    | 7     |
| 2.      | Australazja          | 2     | 2      | 2    | 6     |
| 3.      | Stany Zjednoczone    | 2     | 1      | 1    | 4     |
| 4.      | Kanada               | 2     | 0      | 0    | 2     |
| 5.      | Wielka Brytania      | 1     | 2      | 3    | 6     |
| 6.      | Szwecja              | 0     | 1      | 0    | 1     |
| 7.      | Cesarstwo Austrii    | 0     | 0      | 1    | 1     |
| Razem   | Razem                | 9     | 9      | 9    | 27    |

## Wyniki

### Mężczyźni
| Konkurencja:                          | Złoto:                                                                           | Czas    | Srebro:                                                                                  | Czas    | Brąz:                                                                              | Czas    |
| 100 m stylem dowolnym (szczegóły)     | Duke Kahanamoku                                                                  | 1:03,4  | Cecil Healy                                                                              | 1:04,6  | Kenneth Huszagh                                                                    | 1:05,6  |
| 400 m stylem dowolnym (szczegóły)     | George Hodgson                                                                   | 5:24,4  | John Hatfield                                                                            | 5:25,8  | Harold Hardwick                                                                    | 5:31,2  |
| 1500 m stylem dowolnym (szczegóły)    | George Hodgson                                                                   | 22:00,0 | John Hatfield                                                                            | 22:39,0 | Harold Hardwick                                                                    | 23:15,4 |
| 100 m stylem grzbietowym (szczegóły)  | Harry Hebner                                                                     | 1:21,2  | Otto Fahr                                                                                | 1:22,4  | Paul Kellner                                                                       | 1:24,0  |
| 200 m stylem klasycznym (szczegóły)   | Walter Bathe                                                                     | 3:01,8  | Wilhelm Lützow                                                                           | 3:05,0  | Paul Malisch                                                                       | 3:08,0  |
| 400 m stylem klasycznym (szczegóły)   | Walter Bathe                                                                     | 6:29,6  | Thor Henning                                                                             | 6:35,6  | Percy Courtman                                                                     | 6:36,4  |
| 4 × 200 m stylem dowolnym (szczegóły) | Australazja · Cecil Healy · Malcolm Champion · Leslie Boardman · Harold Hardwick | 10:11,2 | Stany Zjednoczone · Kenneth Huszagh · Perry McGillivray · Harry Hebner · Duke Kahanamoku | 10:20,2 | Wielka Brytania · John Hatfield · William Foster · Thomas Battersby · Henry Taylor | 10:28,6 |

### Kobiety
| Konkurencja:                          | Złoto:                                                                          | Czas    | Srebro:                                                                               | Czas    | Brąz:                                                                                  | Czas    |
| 100 m stylem dowolnym (szczegóły)     | Fanny Durack                                                                    | 1:22,2  | Mina Wylie                                                                            | 1:25,4  | Jennie Fletcher                                                                        | 1:27,0  |
| 4 × 100 m stylem dowolnym (szczegóły) | Wielka Brytania · Isabella Moore · Jennie Fletcher · Annie Speirs · Irene Steer | 5:52,80 | Cesarstwo Niemieckie · Wally Dressel · Louise Otto · Hermine Stindt · Grete Rosenberg | 6:04,60 | Cesarstwo Austrii · Margarete Adler · Klara Milch · Josephine Sticker · Berta Zahourek | 6:17,00 |